# Geografie van Nederland

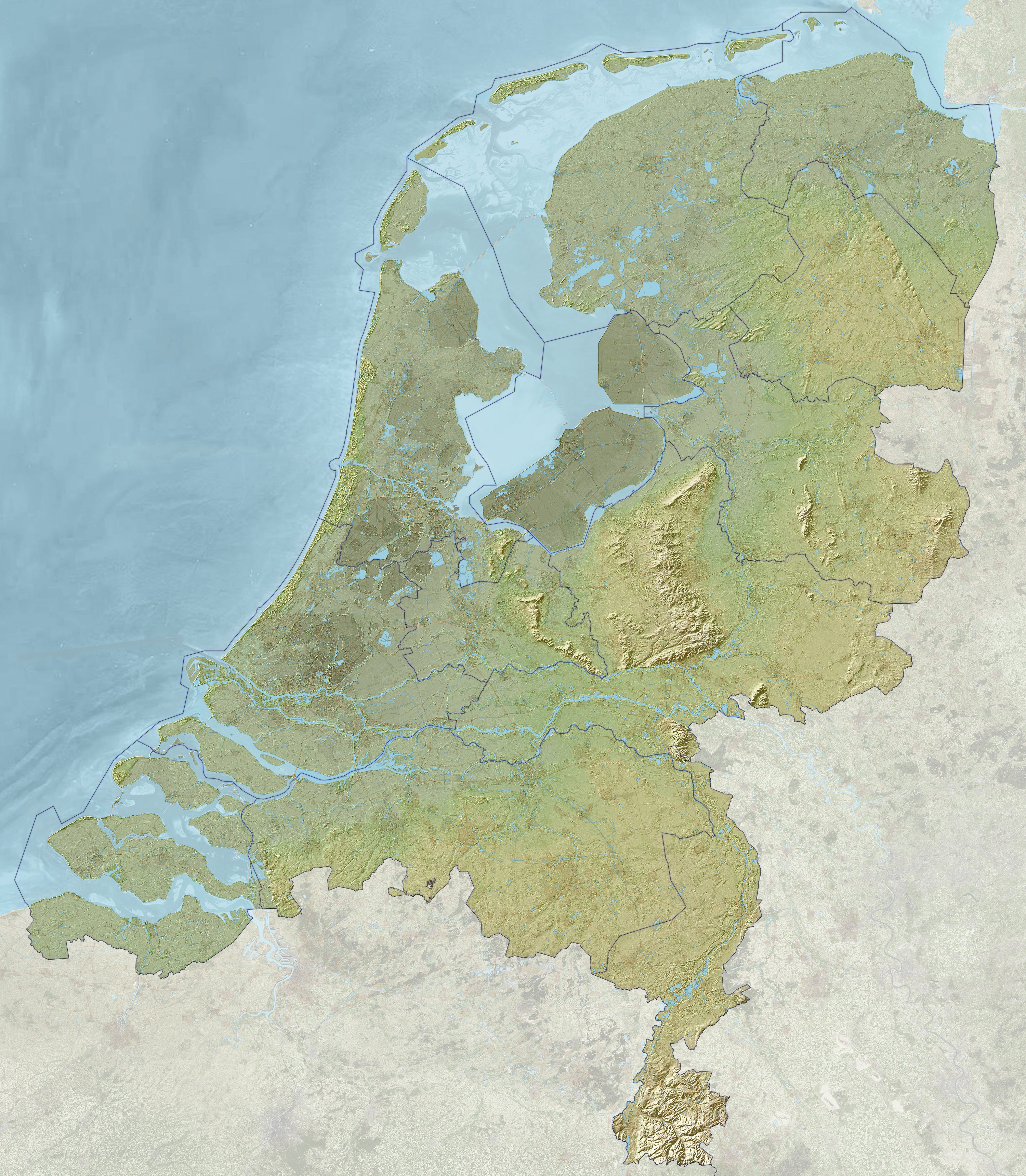
Reliëfkaart Nederland met provinciegrenzen

De geografie van Nederland geeft een geografisch en topografisch overzicht van Nederland weer. Het betreft hier het Europese deel van Nederland. Sinds 2010 maken ook drie Caribische eilanden (de BES-eilanden) staatkundig deel uit van Nederland. Geografisch hebben zij een totaal verschillend karakter en ze worden dan ook niet hier behandeld.

## Algemeen

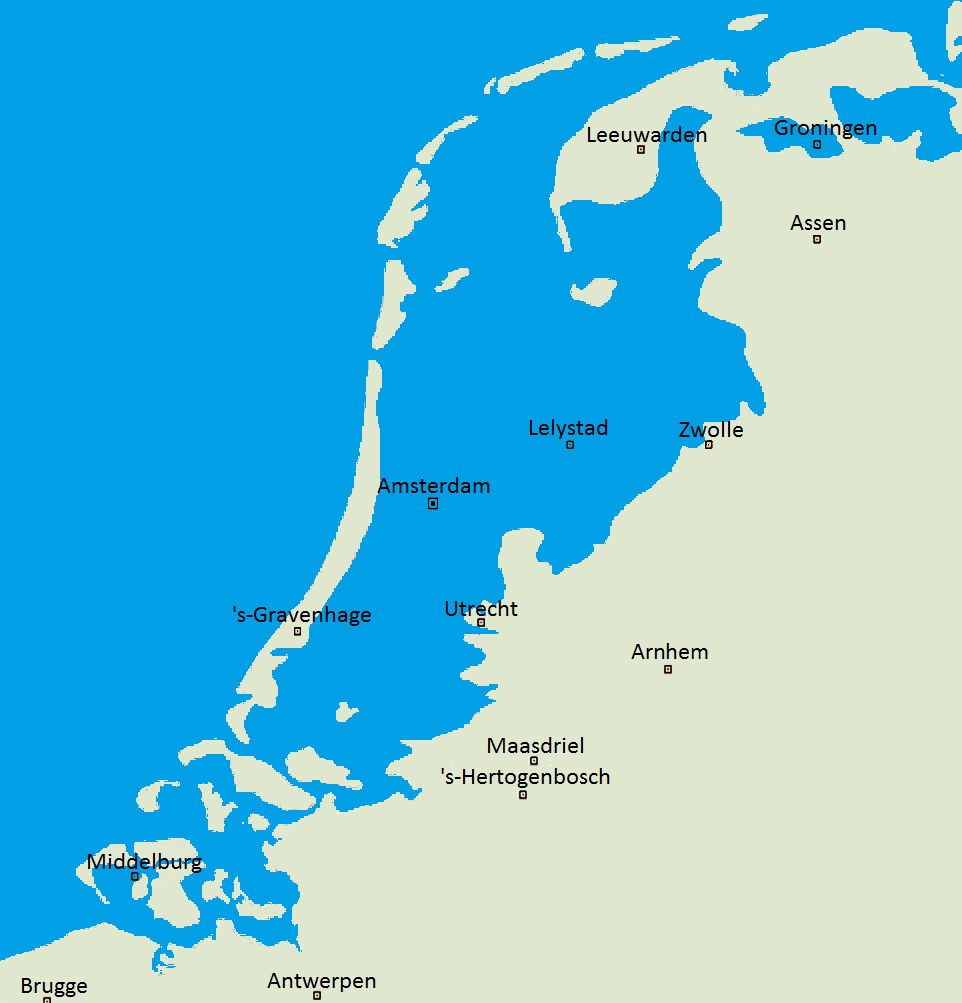
Nederland boven NAP

Nederland is in zijn fysieke verschijningsvorm in hoofdzaak door twee factoren bepaald. De eerste betreft de ligging. Zoals de naam van het land al aangeeft, is Nederland laag, zelfs extreem laag gelegen. Ongeveer 25% van het land, waaronder grote delen van het dichtbevolkte en economisch belangrijke westen, ligt beneden de waterspiegel (NAP). Nederland ligt in een delta van drie grote rivieren, de Rijn, de Maas en de Schelde, waarnaast de IJssel, hoewel een noordwaartse zijrivier van de Rijn, als vierde grote rivier mag gelden. Deze ligging heeft het land echter ook economische voordelen gebracht. Handel en verkeer, met name met het Duitse achterland, hadden zich niet zo voorspoedig kunnen ontwikkelen zonder deze situatie. De groei en bloei van wereldhavens, als eerste die van Amsterdam en vervolgens die van Rotterdam, is er mede door verklaarbaar, zoals ook de ligging aan de Noordzee Nederland gedurende de eeuwen een logistiek voordeel heeft geboden en zijn rol als koopvarende en maritieme natie sterk heeft bepaald.
De tweede factor is de dichtheid van de bevolking. Nederland hoort tot de dichtstbevolkte landen van Europa. Dit heeft grote gevolgen voor het gebruik van de ruimte. Het land bezit geen grote metropool, maar in de westelijke provincies zijn de vier grootste steden geconcentreerd. Daartussen en daaromheen ligt een kransvormige ring van middelgrote plaatsen, die tezamen de zogeheten Randstad vormen. Ongeveer 40% van de landelijke bevolking is hier op een klein oppervlak geconcentreerd, rond een betrekkelijk open ruimte, het zogeheten Groene Hart. Men zou kunnen stellen dat de Randstad een gespreide metropool vormt. Deze situatie heeft voor- en nadelen, maar de nadelen beginnen steeds zwaarder te wegen. Het wegennet is overbelast en verkeerscongesties doen zich dagelijks voor. De verstedelijking van het land beperkt zich overigens niet tot het westen. Ook in de zuidelijke en oostelijke provincies bevinden zich stedenrijen, stedelijke regio's en stedelijke knooppunten. Afhankelijk van de definitie reiken deze agglomeraties van ruim 100.000 tot zo'n 500.000 inwoners.

## Grenzen
Nederland wordt begrensd door de Noordzee in het westen, in het oosten door Duitsland en in het zuiden België. De lengte van de landsgrens bedraagt 1027 km en de kustlijn is 451 km lang.

## Provincies
In onderstaande grafiek staan de 12 provincies op volgorde van aantal inwoners gesorteerd. Klik op de provincienaam voor details van die provincie.

## Verstedelijking

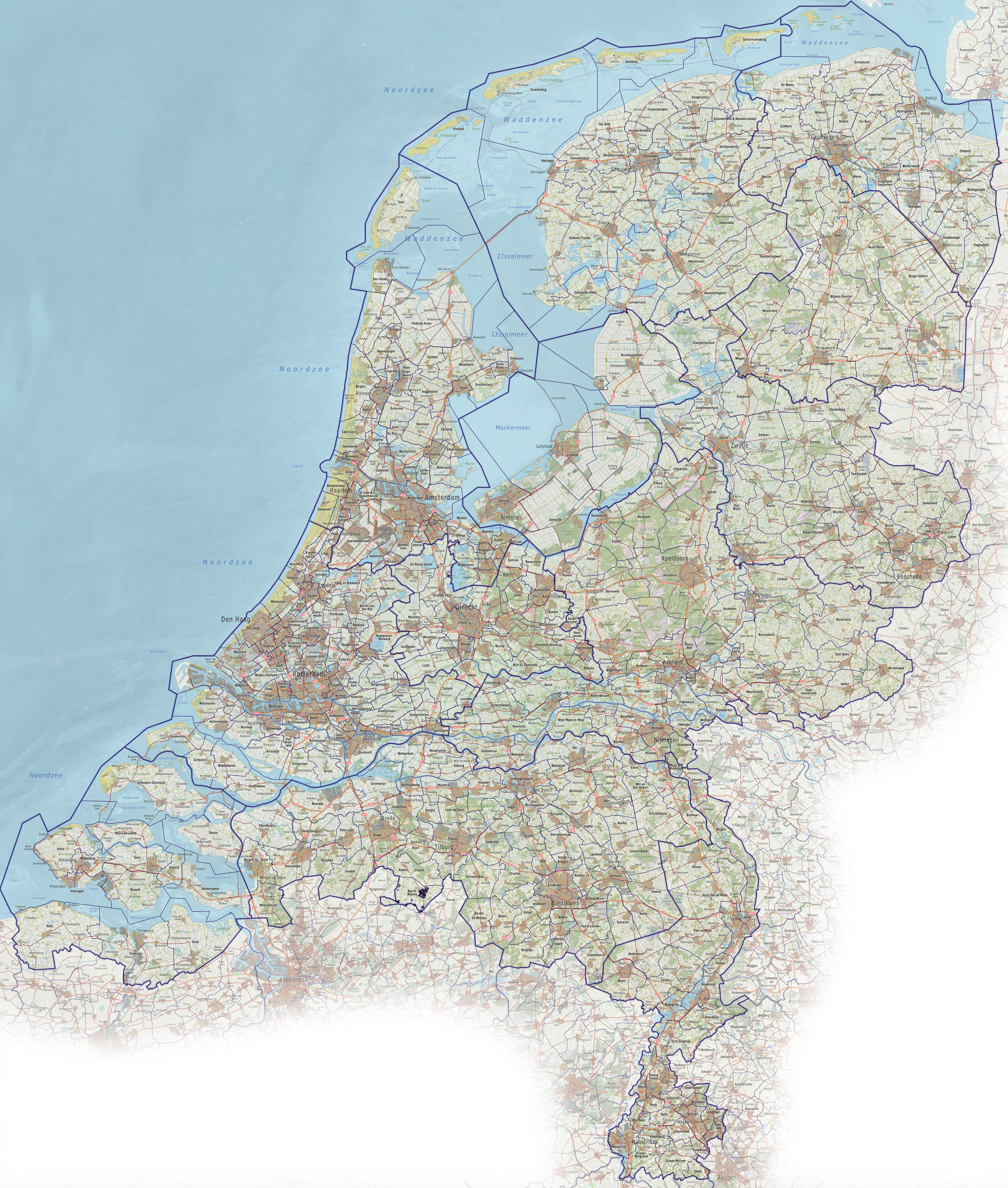
Verstedelijking, provincies en gemeenten in Nederland, 2012 (3659 pixels breed)

### Stedelijke gebieden
1. Randstad
2. Rotterdam-Rijnmond
3. Regionaal Orgaan Amsterdam (ROA)
4. Bestuur Regio Utrecht (BRU)
5. Brabantse Stedenrij
6. Parkstad Limburg
7. Knooppunt Arnhem-Nijmegen (KAN)
8. Regio Twente
9. Regiovisie Groningen-Assen
10. Breda-Tilburg
11. Samenwerkingsverband Regio Eindhoven
12. Brabantse Buitensteden en Woensdrecht

### Grootsteagglomeraties[2]
|        |                  | Grootstedelijke agglomeratie | Grootstedelijke agglomeratie                                                                                          | Stadsgewest | Stadsgewest |
| CBS-nr | Regio            | Aantal                       | Gemeenten | Aantal      | Gemeenten |
| 8      | Amersfoort       | 179.709                      | Amersfoort, Leusden                                                                                                   | 286.053     | Amersfoort, Soest, Nijkerk, Leusden, Bunschoten |
| 10     | Amsterdam        | 1.071.870                    | Amsterdam, Zaanstad, Amstelveen, Diemen, Wormerland, Landsmeer, Oostzaan                                              | 1.528.645   | Amsterdam, Almere, Zaanstad, Haarlemmermeer, Amstelveen, Purmerend, Diemen, Waterland, Wormerland, Ouder-Amstel, Landsmeer, Oostzaan, Muiden, Zeevang                                                     |
| 5      | Apeldoorn        | 156.306                      | Apeldoorn | 212.808     | Apeldoorn, Epe, Voorst |
| 6      | Arnhem           | 149.698                      | Arnhem, Rozendaal | 357.681     | Arnhem, Overbetuwe, Lingewaard, Rheden, Renkum, Duiven, Westervoort, Rozendaal |
| 16     | Breda            | 174.708                      | Breda | 318.354     | Breda, Oosterhout, Etten-Leur, Drimmelen, Zundert |
| 15     | Dordrecht        | 236.923                      | Dordrecht, Zwijndrecht, Papendrecht, Sliedrecht, Hardinxveld-Giessendam                                               | 283.906     | Dordrecht, Zwijndrecht, Papendrecht, Hendrik-Ido-Ambacht, Sliedrecht, Alblasserdam, Hardinxveld-Giessendam                                                                                                |
| 19     | Eindhoven        | 330.480                      | Eindhoven, Veldhoven, Geldrop-Mierlo, Waalre, Son en Breugel                                                          | 412.198     | Eindhoven, Veldhoven, Geldrop-Mierlo, Valkenswaard, Best, Nuenen, Gerwen en Nederwetten, Waalre, Son en Breugel                                                                                           |
| 4      | Enschede         | 157.659                      | Enschede | 314.920     | Enschede, Hengelo, Oldenzaal, Losser, Borne |
| 13     | 's-Gravenhage    | 640.631                      | 's-Gravenhage, Leidschendam-Voorburg, Rijswijk, Wassenaar                                                             | 1.027.778   | 's-Gravenhage, Zoetermeer, Westland, Delft, Leidschendam-Voorburg, Pijnacker-Nootdorp, Rijswijk, Wassenaar, Midden-Delfland                                                                               |
| 1      | Groningen        | 208.847                      | Groningen, Haren | 352.344     | Groningen, Tynaarlo, Noordenveld, Leek, Zuidhorn, Haren, Winsum, Marum, Bedum, Ten Boer |
| 11     | Haarlem          | 199.135                      | Haarlem, Heemstede, Bloemendaal                                                                                       | 414.491     | Haarlem, Velsen, Beverwijk, Heemskerk, Castricum, Heemstede, Bloemendaal, Zandvoort, Uitgeest, Haarlemmerliede en Spaarnwoude                                                                             |
| 21     | Heerlen          | 204.077                      | Heerlen, Kerkrade, Landgraaf, Brunssum                                                                                | 251.288     | Heerlen, Kerkrade, Landgraaf, Brunssum, Nuth, Voerendaal, Simpelveld, Onderbanken |
| 18     | 's-Hertogenbosch | 166.625                      | 's-Hertogenbosch, Vught                                                                                               | 194.730     | 's-Hertogenbosch, Sint-Michielsgestel, Vught |
| 2      | Leeuwarden       | 94.821                       | Leeuwarden | 162.078     | Leeuwarden, Tietjerksteradeel, Menaldumadeel, het Bildt, Leeuwarderadeel |
| 12     | Leiden           | 253.336                      | Leiden, Katwijk, Leiderdorp, Voorschoten, Oegstgeest                                                                  | 338.356     | Leiden, Katwijk, Teylingen, Leiderdorp, Noordwijk, Voorschoten, Oegstgeest, Noordwijkerhout, Zoeterwoude                                                                                                  |
| 22     | Maastricht       | 119.694                      | Maastricht | 181.153     | Maastricht, Eijsden-Margraten, Meerssen, Valkenburg aan de Geul |
| 7      | Nijmegen         | 164.442                      | Nijmegen | 283.161     | Nijmegen, Wijchen, Beuningen, Groesbeek, Heumen, Ubbergen, Mook en Middelaar |
| 14     | Rotterdam        | 1.004.051                    | Rotterdam, Schiedam, Spijkenisse, Vlaardingen, Capelle aan den IJssel, Barendrecht, Maassluis, Krimpen aan den IJssel | 1.169.749   | Rotterdam, Schiedam, Spijkenisse, Vlaardingen, Capelle aan den IJssel, Barendrecht, Ridderkerk, Hellevoetsluis, Maassluis, Krimpen aan den IJssel, Albrandswaard, Brielle, Westvoorne, Nederlek, Bernisse |
| 20     | Sittard/Geleen   | 137.034                      | Sittard-Geleen, Stein, Beek                                                                                           | 150.448     | Sittard-Geleen, Stein, Beek, Schinnen |
| 17     | Tilburg          | 229.019                      | Tilburg, Goirle | 295.497     | Tilburg, Gilze en Rijen, Oisterwijk, Goirle, Hilvarenbeek |
| 9      | Utrecht          | 470.484                      | Utrecht, Stichtse Vecht, Nieuwegein, IJsselstein                                                                      | 635.774     | Utrecht, Stichtse Vecht, Nieuwegein, Zeist, Houten, De Bilt, IJsselstein, Bunnik |
| 3      | Zwolle           | 120.624                      | Zwolle | 178.021     | Zwolle, Dalfsen, Heerde, Hattem |

### Grootste gemeenten
Dit zijn alleen de gemeenten met meer dan 100.000 inwoners.

### Steden, dorpen en buurtschappen per provincie
| Flevoland |

| Friesland |

| Drenthe |

| Gelderland |

| Groningen |

| Limburg |

| Noord-Brabant |

| Noord-Holland |

| Overijssel |

| Utrecht |

| Zeeland |

| Zuid-Holland |

## Landschap
Nederland is landschappelijk in te delen in een laag gedeelte, bestaande uit (soms met veen overdekte) zeekleigebieden, in het westen en noorden, en een hoog gedeelte, bestaande uit zand- en lössgebieden in het oosten en zuiden. Tot Laag-Nederland kunnen ook de rivierkleilandschappen in Midden-Nederland worden gerekend.
- Laagste punt: gemeente Zuidplas (Zuid-Holland) -6.76 m NAP.
- Hoogste punt: Vaalserberg 322,4 m NAP. (Limburg). Het hoogste punt op Nederlands grondgebied is Mount Scenery op Saba (887 m).
- Natuurlijke rijkdommen: aardgas, aardolie, vruchtbaar land.
- Landgebruik: Bouw- en weiland: 25%, permanente bebouwing: 3%, permanente beweiding: 25%, bossen en bosgronden: 8%, overig: ca. 39% (1996). Geïrrigeerd land: ca. 6000 km² (1996).
- Rivieren: Drie grote Europese rivieren (Rijn, Maas en Schelde) monden uit in Nederland. Andere grote rivieren zijn de Waal en de (Gelderse) IJssel, beide aftakkingen van de Rijn. De IJssel is met 127 km lengte, de langste rivier die alleen over Nederlands grondgebied stroomt
- Natuurlijke bedreiging: overstroming door zee en rivieren.
- Nationale parken: Lijst van nationale parken in Nederland

### Heuvelgebieden
Brabantse Wal - Dinkelland - Hondsrug - Montferland - Rijk van Nijmegen - Sallandse Heuvelrug - Utrechtse Heuvelrug - Veluwe - Zuid-Limburg

### Streekgebieden
Achterhoek - Betuwe - Bollenstreek - Eemland - Gelderse Vallei - Het Gooi - Groene Hart - De Peel - Twente - Westerwolde - West-Friesland - Zeeuwse en Zuid-Hollandse eilanden - Zeeuws-Vlaanderen - Zuid-Limburg - Kempen - Salland - Kop van Overijssel - Zuidwest-Friesland (Westergo)

### Eilanden

#### Waddeneilanden
Texel - Vlieland - Terschelling - Ameland - Schiermonnikoog - Rottumeroog - Rottumerplaat

### Inpolderingen
Grote delen van Nederland zijn ingepolderd en in het buitenland staat Nederland hier ook om bekend. Zo geldt er de buitenlandse uitspraak God schiep de Aarde, maar de Nederlanders schiepen Nederland.

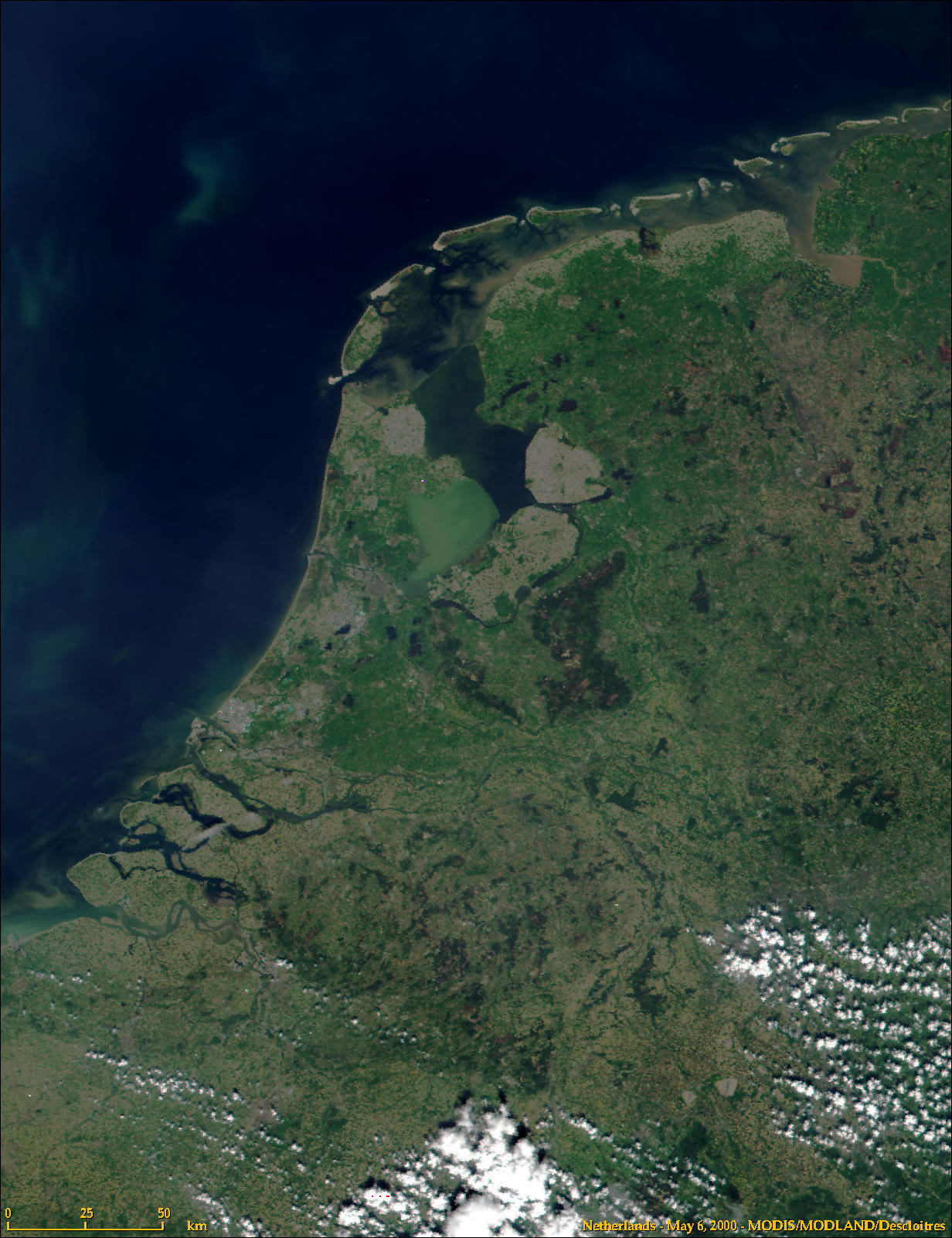
Nederland vanuit de ruimte

Belangrijke droogmakerijen in Nederland zijn:
1364: Mastenbroeker Polder
1597: Zijpe
1610: Wieringerwaard
1612: Beemster
1614: Zoetermeerse Meerpolder
1622: Purmer - Wijdewormer
1629: Watergraafsmeer
1631: Heerhugowaard
1635: Schermer
1840: Zuidplaspolder
1852: Haarlemmermeer
1874: Prins Alexanderpolder
1876: IJpolders
1930: Wieringermeer
1942: Noordoostpolder
1957: Oostelijk Flevoland
1968: Zuidelijk Flevoland
Ook de Zeeuwse en Zuid-Hollandse eilanden zijn grotendeels ingepolderd.

### Rivieren
Amstel - Bergsche Maas - Dintel - Eem - Gouwe - Hollandsche IJssel - IJ - IJssel - Lek - Maas - Merwede - Nieuwe Maas - Noord - Oude Maas - Reitdiep - Rijn - Roer - Overijsselse Vecht - Utrechtse Vecht - Waal

### Kanalen
Amsterdam-Rijnkanaal - Calandkanaal - Kanaal van Gent naar Terneuzen - Nieuwe Waterweg - Noordzeekanaal - Prinses Margrietkanaal - Schelde-Rijnkanaal - Twentekanaal - Valleikanaal - Van Harinxmakanaal - Van Starkenborghkanaal - Wilhelminakanaal - Zuid-Willemsvaart - Kanaal door Zuid-Beveland - Kanaal door Walcheren - Julianakanaal

### Meren en andere wateren
Biesbosch - Dollard - Eemmeer - Eems - Friese meren - Gooimeer - Grevelingenmeer - Haringvliet - Hollands Diep - IJsselmeer - Ketelmeer - Lauwersmeer - Loosdrechtse plassen - Maasplassen - Markermeer - Noordzee - Oosterschelde - Reeuwijkse plassen - Veerse Meer - Veluwemeer - Vinkeveense plassen - Waddenzee - Westerschelde - Wolderwijd - Zwarte Meer

## Verdere statistieken
Hieronder staat een tabel met informatie over de geografie van Nederland.
| Locatie:                        | Westelijk Europa, grenzend aan de Noordzee, buurland van België en Duitsland, ten westen van de Noordzee ligt Engeland, en ten noorden ligt Noorwegen.             |             |
| Geografische coördinaten:       | 52° NB, 5° OL |             |
| Kleinste omsluitende rechthoek: | \| \| 53°33'22" NB \| \| \| 3°21'30" OL \| \| 7°13'42" OL \| \| \| 50°45'04" NB \| \|                                                                              |             |
| Oppervlakte:                    | Totaal: 41.543 km² land: 33.881 km² water: 7645 km² |             |
| Vergelijkbaar gebied:           | iets groter dan Zwitserland |             |
| Klimaat:                        | Gematigd zeeklimaat met koele zomers en zachte winters. |             |
| Terrein:                        | Voor het grootste deel uit laaggelegen, vlak kustland en op de zee gewonnen polders; in het zuidoosten is het heuvelachtig                                         |             |
| Uitersten                       | Laagste punt: Zuidplaspolder bij Nieuwerkerk aan den IJssel, gemeente Zuidplas, (Zuid-Holland) -6,74 m NAP Hoogste punt: Vaalserberg                               |             |
| Natuurlijke rijkdommen:         | aardgas, aardolie, zeezout, zout, vruchtbaar land |             |
| Landgebruik:                    | Bouw- en weiland: 25%, permanente bebouwing: 3%, permanente beweiding: 25%, bossen en bosgronden: 8%, overig: ca. 39% (1996) Geïrrigeerd land: ca. 6000 km² (1996) |             |
| Natuurlijke gevaren:            | Overstroming door zee en rivieren |             |
| Rivieren:                       | Drie grote Europese rivieren (Rijn, Maas en Schelde) monden uit in Nederland. Andere grote rivieren zijn de Waal en de IJssel, beide aftakkingen van de Rijn.      |             |
| Aardrijkskunde - noot:          | na Monaco en Malta het dichtstbevolkte land van Europa en het 27e dichtstbevolkte land ter wereld                                                                  |             |
|                                 | 53°33'22" NB |             |
| 3°21'30" OL                     | | 7°13'42" OL |
|                                 | 50°45'04" NB |             |

Bevolking · Defensie · Economie · Geografie · Geschiedenis · Politiek en overheid · Vervoer